# أديب الطرابلسي
أديب الطرابلسي  (2 سبتمبر 1927 - 22 مارس 2005) هو ممثل لبناني.

## مسيرته
(الأسم الأصلي: أديب رشيد عطا الله)  الأصل من مواليد 2 سبتمبر 1927  جاء إلى مصر في فترة الأربعينيات وقت انتشار الفرق المسرحية وعمل مع كثير من الفرق الصغيرة لينضم آخر الأمر إلي فرقة نجيب الريحاني المسرحية.

## بداية المشوار
كانت بداية الطرابلسي من خلال المشاركة بفيلم «الخمسة جنيه» للمخرج حسن حلمي عام 1946 وهو بعمر التاسعة عشر وشارك فيه البطولة مع محسن سرحان وزوز نبيل وجسد فيه دور «السكران»، وقدم المشاركة الثانية عام 1952 مع المخرج حسن رمزي في فيلم «بشرة خير» بطولة كمال الشناوي وشادية وقام بدور النادل، وتوالت الأدوار فكان له في بعض الأعوام ثلاثة أفلام.

## الطرابلسي على المسرح
التحق الطرابلسي بمسرح الريحاني وعمل في معظم مسرحيات الفرقة، واستمر بعد رحيل الريحاني مع عادل خيري وقدم أغلب مسرحيات الفرقة والتي تم تسجيلها للتلفزيون المصري مثل: «اللي يعيش ياما يشوف» 1956 - «حسن ومرقص وكوهين» 1960 - «ياما كان في نفسي» 1960 - «لو كنت حليوة» 1962 - «الدنيا لما تضحك» 1962 - «إلا خمسة» 1963 - «سلفنى حماتك» 1965.

## أهم أعماله السينمائية
فيلم «البطل» للمخرج مجدي أحمد علي عام 1998.
فيلم «البيه البواب» للمخرج حسن إبراهيم عام 1987.
فيلم «ومضى قطار العمر» للمخرج عاطف سالم عام 1975.
فيلم «قصر الشوق» للمخرج حسن الإمام عام 1966.
فيلم «بين القصرين» للمخرج حسن الإمام عام 1964.

## وفاته
رحل أديب الطرابلسي في الثاني والعشرين من شهر مارس لعام 2005 عن عمر يناهز الثامنة والسبعين عاما وذلك بعد مسيرة فنية امتدت لأكثر من خمسين عاما وكان حصيلتها 108 عملاً في التمثيل في الإذاعة والمسرح والتلفزيون والسينما.

## وصلات خارجية
- أديب الطرابلسي على موقع IMDb (الإنجليزية)
- أديب الطرابلسي على موقع قاعدة بيانات الأفلام العربية
- أديب الطرابلسي على موقع قاعدة بيانات الفيلم (الإنجليزية)
- أديب الطرابلسي على موقع ليتربوكسد (الإنجليزية)
- أديب الطرابلسي على موقع الدهليز

https://www.themoviedb.org/person/1165336 أديب الطرابلسي
https://letterboxd.com/actor/adib-el-tarabolsy/ أديب الطرابلسي
https://www.youtube.com/watch?v=ZoEkU1jshEQ أديب الطرابلسي